# Yamazoe
Yamazoe (山添村, Yamazoe-mura) és un poble i municipi pertanyent al districte de Yamabe de la prefectura de Nara, a la regió de Kansai, Japó.

## Geografia
El poble de Yamazoe es troba localitzat a l'exetrem nord-est de la prefectura de Nara, dins del districte de Yamabe, i en un altiplà amb el mont Kanna com el pic més alt de la contornada. El clima de Yamazoe és fresc a l'estiu i molt fred a l'hivern. El poble té una elevació sobre el nivell de la mar d'entre 120 i 620 metres. El riu Nabari passa pel poble. El terme municipal de Yamazoe limita amb els de Nara, capital prefectural, al nord i a l'oest; amb Uda al sud i amb Iga i Nabari, pertanyents a la prefectura de Mie, a l'est.

## Història
Des del període Nara fins a la fi del període Tokugawa, la zona on actualment es troba el poble de Yamazoe va formar part de l'antiga província de Yamato. Després de la restauració Meiji, amb la creació de la llei de municipis l'1 d'abril de 1889 es crearen els pobles de Toyohara i Hatano, del districte de Yamabe i Higashiyama, del districte de Soekami, actualment dissolt. El 30 de setembre de 1956, els tres pobles es van fusionar creant l'actual municipi de Yamazoe, integrat al districte de Yamabe.

## Demografia
| 1920  | 1930  | 1940  | 1950  | 1960  | 1970  | 1980  |
| ----- | ----- | ----- | ----- | ----- | ----- | ----- |
| ND    | ND    | ND    | ND    | 6.807 | 5.978 | 5.822 |
| 1990  | 2000  | 2010  | 2020  | 2030  | 2040  | 2050  |
| 5.773 | 4.967 | 4.109 | 3.213 | -     | -     | -     |

## Transport

### Ferrocarril
Al terme municipal de Yamazoe no hi ha cap estació de ferrocarril. Les més properes es troben a la ciutat d'Iga, pertanyent a la prefectura de Mie. L'estació de Nara, a la capital prefectural, es troba a quaranta minuts de distància en automòbil.

### Carretera
- Nacional 25
- Carreteres d'àmbit prefectural de Nara.

#### Autocar
- Nara Kōtsu
- Mie Kōtsu (Sanco)